# Gonomyia ocypete
Gonomyia ocypete là một loài ruồi trong họ Limoniidae. Chúng phân bố ở miền Australasia.